# Train on a Track
"Train on a Track" to piosenka pop/R&B stworzona przez Roba Fusari, Sylvestra Jordana, Tiaa Wells i Balewa Muhammada na solowy, debiutancki album studyjny Kelly Rowland, Simply Deep (2002). Wyprodukowany przez Fusariego, utwór wydany został jako czwarty, a zarazem finalny międzynarodowy singel promujący krążek dnia 4 sierpnia 2003. Piosenka znalazła się w Top 20 brytyjskiego notowania UK Singles Chart. Kompozycja pojawiła się również na soundtracku do filmu Pokojówka na Manhattanie z Jennifer Lopez w roli głównej.
Teledysk do singla nagrywany był na Palm Beach na jednej z północnych plaż w Sydney pod koniec wizyty artystki w tymże kraju.

## Listy utworów i formaty singla
Międzynarodowy CD-maxi singel
1. "Train on a Track" (Wersja albumowa)
2. "Train on a Track" (HR Crump remix)
3. "Emotion" (Na żywo z Rotterdamu)
4. "Train on a Track" (Videoclip)

Międzynarodowy CD singel
1. "Train on a Track" (Wersja albumowa)
2. "Can't Nobody" (Ced Solo NYC remix)
3. "Can't Nobody" (Ron G remix)

## Pozycje na listach
| Lista przebojów (2003)       | Najwyższa pozycja |
| ---------------------------- | ----------------- |
| Australia ARIA Singles Chart | 61                |
| Irlandia Singles Chart       | 44                |
| Niemcy Singles Chart         | 93                |
| Szwajcaria Singles Chart     | 67                |
| UK Singles Chart             | 20                |